# شهاب قنبر
شهاب قنبر (عربی: شهاب قنبر؛ زادهٔ ۱۰ اوت ۱۹۹۷) بازیکن فوتبال اهل فلسطین است.
وی همچنین در تیم‌های ملی فوتبال زیر ۲۳ سال فلسطین و فلسطین بازی کرده‌است.